# Якушкино (Смоленская область)
Якушкино  — деревня в Смоленской области России, в Сафоновском районе. Население – 16 жителей (2007 год) . Расположена в центральной части области в 39 км к северо-востоку от города Сафонова, в 0,2 км севернее автодороги М1 «Беларусь», на берегу реки Китайка. В 5 км южнее от деревни железнодорожная станция О.п. 273-й км на линии Москва — Минск. Входит в состав Старосельского сельского поселения.

## История
В годы Великой Отечественной войны деревня была оккупирована немецкими войсками в сентябре 1941 года, освобождена в 1943 году.